# Liste de magazines en Ukraine
 (avril 2019).
Si vous disposez d'ouvrages ou d'articles de référence ou si vous connaissez des sites web de qualité traitant du thème abordé ici, merci de compléter l'article en donnant les références utiles à sa vérifiabilité et en les liant à la section « Notes et références ».
Cette page est une liste de magazines en Ukraine, hebdomadaires, mensuels ou bimensuels. Leur tirage, leur périodicité et la langue de parution sont indiqués lorsqu'ils sont connus.
| Magazine                   | Fréquence de parution       | Ville   | Circulation | Langue (s)                |
| -------------------------- | --------------------------- | ------- | ----------- | ------------------------- |
| Berezil                    | Hebdomadaire                | Kharkiv |             | ukrainien                 |
| Der Spiegel-Profil         | Hebdomadaire                | Kiev    | 27 600      | russe                     |
| Fokus                      | Hebdomadaire                | Kiev    |             | russe                     |
| Gameplay (magazine)        |                             | Kiev    | 25 000      | russe                     |
| Krayina                    | Hebdomadaire                | Kiev    | 21 800      | ukrainien                 |
| Krytyka                    | Mensuel                     | Kiev    |             | ukrainien                 |
| Lviv aujourd'hui           | Mensuel                     | Lviv    | 5 000       | Anglais                   |
| Novynar                    | Hebdomadaire                |         |             | ukrainien                 |
| RBG-Azimuth                |                             |         |             | russe                     |
| Ukrainskyi Tyzhden         | Hebdomadaire                |         | 31 100      | ukrainien                 |
| Portail gothique ukrainien | Hebdomadaire                |         | 6000        | Ukrainien, russe, anglais |
| La semaine ukrainienne     | Hebdomadaire                |         |             | Ukrainien, anglais        |
| Magazine Aéroplan          | Une fois tous les deux mois |         | 24 000      | Ukrainien, anglais        |